# Orochares angustatus
Orochares angustatus är en skalbaggsart som först beskrevs av Wilhelm Ferdinand Erichson 1840.  Orochares angustatus ingår i släktet Orochares, och familjen kortvingar. Arten är reproducerande i Sverige.